# Eupithecia exrubicunda
Eupithecia exrubicunda es una especie de polilla de la familia Geometridae. La especie fue descrita por primera vez por Hiroshi Inoue habiendo sido descrita en 1988, con distribución en la República de China. El holotipo de la especie fue descrita en los alrededores del monte Tayuling, en el condado de Huālián Xiàn, a una altitud de 2600 metros (8530,2 pies).